# Lobelia giberroa
Lobelia giberroa är en klockväxtart som beskrevs av William Botting Hemsley. Lobelia giberroa ingår i släktet lobelior, och familjen klockväxter. Inga underarter finns listade i Catalogue of Life.